# Camping Island
Camping Island är en ö i Kanada.   Den ligger i sundet Dolphin and Union Strait i territoriet Nunavut, i den centrala delen av landet, 3 400 km nordväst om huvudstaden Ottawa. Arean är 9,5 kvadratkilometer.
Terrängen på Camping Island är mycket platt. Den sträcker sig 3,4 kilometer i nord-sydlig riktning, och 4,4 kilometer i öst-västlig riktning.